# Peñalba de Ávila

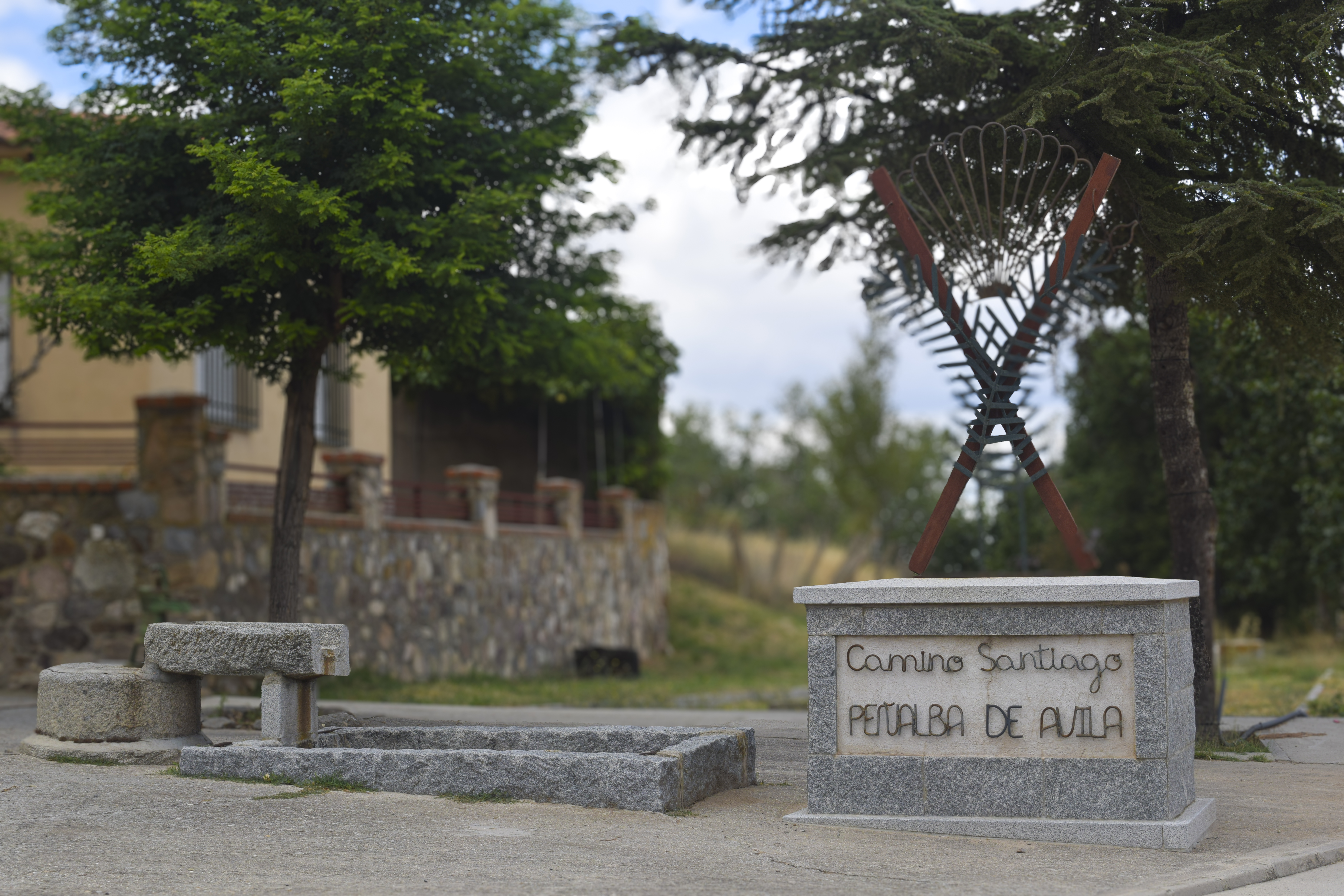
Camino de Santiago a su paso por Peñalba de Ávila

Peñalba de Ávila es un municipio español perteneciente a la provincia de Ávila, en la comunidad autónoma de Castilla y León. En 2024 contaba con una población de 105 habitantes.

## Geografía
f
La localidad está situada a 1073 m de altitud sobre el nivel del mar, en el final del Sistema Central en un paisaje de colinas suaves y campos de cereales que caracteriza a la Moraña Alta. El municipio limita con los términos de Mingorría, Cardeñosa, Las Berlanas y Monsalupe.
| Noroeste: Las Berlanas | Norte: Gotarrendura y Hernansancho | Noreste: Vega de Santa María |
| Oeste: Monsalupe       |                                    | Este: Pozanco y Mingorría    |
| Suroeste: Monsalupe    | Sur: Cardeñosa                     | Sureste: Cardeñosa           |

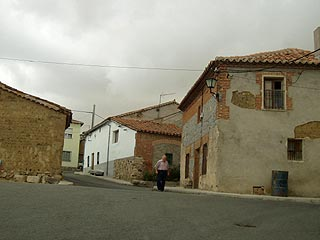
Calle de Peñalba de Ávila.
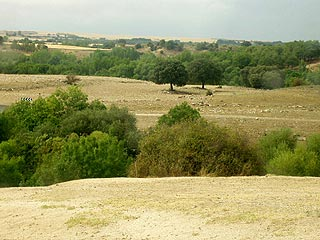
Paisaje típico

## Historia
Hasta la reforma de la nomenclatura municipal de 1916 el municipio se llamaba simplemente Peñalba. En dicha fecha su nombre fue modificado por el de Peñalba de Ávila.

## Demografía
Peñalba de Ávila cuenta con una población de 105 habitantes (INE 2024).
| Gráfica de evolución demográfica de Peñalba de Ávila entre 1842 y 2021 |
| |
| Población de derecho según los censos de población del INE. Población de hecho según los censos de población del INE.En estos censos se denominaba Peñalba: 1842, 1857, 1860, 1877, 1887, 1897, 1900 y 1910. |